# ام سیعید
شهر ام سیعید (به عربی: مسیعید) در شهرداری مسیعید در کشور قطر واقع شده‌است. جمعیت این شهر ۳۵٫۱۵ نفر است.